# Dorycera griseipennis
Dorycera griseipennis är en tvåvingeart som först beskrevs av Becker 1907.  Dorycera griseipennis ingår i släktet Dorycera och familjen fläckflugor. Inga underarter finns listade i Catalogue of Life.